# Prodegeeria straeleni
Prodegeeria straeleni är en tvåvingeart som beskrevs av Mensil 1952. Prodegeeria straeleni ingår i släktet Prodegeeria och familjen parasitflugor. Inga underarter finns listade i Catalogue of Life.